# Constantin Popescu (antrenor)
Constantin „Pilică” Popescu (n. 3 septembrie 1928, în București, d. 2 noiembrie 2018, în București) a fost un handbalist și antrenor român de handbal. Este cel mai titrat antrenor de handbal feminin din România, câștigând trei titluri de campion mondial cu echipa națională feminină, dintre care două la handbal în 11 jucătoare (1956 și 1960) și unul la handbal în 7 jucătoare (1962), și un titlu de vicecampion (1973), plus alte titluri cu echipe de club. Tot de numele lui se leagă și cea mai bună performanță până în prezent a echipei feminine la Jocurile Olimpice de vară, locul 4 la Olimpiada din 1976.
Până la decesul său, Constantin Popescu a fost președintele Comisiei de Istorie și Statistică a Federației Române de Handbal.

## Biografie
Constantin Popescu s-a născut în București, pe 3 septembrie 1928, și a absolvit Institutul de Educație Fizică și Sport. În facultate a început să practice atletism și handbal și a fost poreclit de către colegi „Pilică”, după latinescul pilus (păr), datorită podoabei capilare bogate. Ulterior, porecla lui Constantin Popescu a ajuns să se confunde uneori cu numele, antrenorul însuși folosind patronimul Constantin Popescu Pilică în monumentala enciclopedie a handbalului scrisă de el și intitulată „Istoria Jocului”.

### Handbal în 11 jucătoare
În cei patru ani de facultate, Constantin Popescu a jucat handbal la  Clubul Sportiv Universitar București, avându-l ca profesor de Victor Cojocaru, cel care va deveni antrenorul selecționatei feminine de handbal a României la Campionatul Mondial din 1957. În 1949, acesta îi propune lui Popescu să renunțe a mai juca handbal din cauza staturii care nu-l avantaja și să i se alăture ca antrenor secund la secția de handbal feminin a CSU București. În același an, cu cei doi pe banca tehnică, CSU obține locul al treilea în campionatul intern, dominat până atunci de echipe din Transilvania pregătite de antrenori de etnie germană. În 1950, la numai 22 de ani, Constantin Popescu devine antrenorul principal al clubului CSU București, cu care termină pe locul al doilea în campionatul intern.
În 1953, România găzduiește la București Ediția I a Festivalului Mondial al Tineretului și Studenților, iar în pregătirea acestuia s-a pus pentru prima dată problema alcătuirii unei echipe naționale feminine de handbal. Constantin Popescu, singurul antrenor de handbal licențiat, a fost desemnat să conducă echipa, iar selecționata, care cuprindea 17 jucătoare, s-a clasat în finalul competiției pe locul al doilea.
La Ediția a II-a a Festivalului Tineretului și Studenților desfășurată la Varșovia, între 4-11 august 1955, naționala României, condusă de Constantin Popescu, s-a clasat pe primul loc. În campionatul intern, echipa Flamura Roșie București, antrenată de Popescu, a terminat pe locul al doilea.
În 1956, reprezentativa națională condusă de Constantin Popescu Pilică și Niculae Nedeff participă, în Republica Federală Germania, la cea de-a doua ediție a Campionatului Mondial de Handbal Feminin în 11 jucătoare. În data de 6 iulie 1956, într-o partidă disputată în fața a 35.000 de spectatori plătitori pe Stadionul Central din Frankfurt pe Main, echipa pregătită de Popescu învinge echipa țării gazdă cu scorul de 6-5 și câștigă primul titlu mondial din istoria sporturilor de echipă din România. Presa germană a lăudat prestația echipei române și mai ales a portăriței Irene Nagy-Klimovski.
În 1957, Constantin Popescu câștigă campionatul intern de handbal în 11 jucătoare cu echipa Steagul Roșu București. În iarna aceluiași an, Steagul Roșu se clasează pe locul al treilea la a doua ediție a Cupei de Iarnă, competiție nou-introdusă pentru handbalul feminin în 7 jucătoare.
Urmează Ediția a treia a Festivalului Tineretului și Studenților, desfășurată la Moscova, în 1957, unde echipa de handbal feminin în 11 jucătoare a României se clasează pe locul al doilea după selecționata Republicii Democrate Germane. Pentru obținerea acestei performanțe, antrenorul principal Constantin Popescu Pilică a fost ajutat de secundul Dumitru Popescu-Colibași. În același an, fostul profesor de sport al lui Popescu, Victor Cojocaru, s-a deplasat cu selecționata națională de handbal în 7 jucătoare la primul Campionat Mondial de Handbal Feminin desfășurat în acest format.
În sezonul competițional intern 1958/59, Constantin Popescu câștigă cu Cetatea Bucur București titlul național la handbal în 7 și termină pe locul al doilea la handbal în 11.
În 1960, sub comanda acelorași Constantin Popescu și Niculae Nedeff, naționala României câștigă un nou titlu mondial la a treia și ultima ediție a Campionatului Mondial de Handbal Feminin în 11 jucătoare.
În sezonul competițional intern 1960/61, Progresul București, echipă antrenată de Constantin Popescu, se clasează pe locul doi în competiția de handbal feminin în 11, iar în sezonul 1961/62 câștigă campionatul.

### Handbal în 7 jucătoare
Primul titlu major adjudecat de o echipă antrenată de profesorul Popescu la handbal feminin în 7 jucătoare este Cupa Campionilor Europeni, câștigată de Știința București în 1961, la prima ediție a celei mai importante competiții continentale intercluburi, desfășurată între 19 ianuarie și 18 martie.
Acest succes l-a prefigurat pe cel de anul următor. Echipa feminină de handbal în 7 jucătoare a României, antrenată de Constantin Popescu și Niculae Nedeff, a obținut singur sa medalie de aur din istorie, la Campionatul Mondial din 1962, desfășurat în RPR între 7-15 iulie. Finala a avut loc pe 15 iulie, de la ora 19.00, pe Stadionul Republicii din București, în fața a peste 15.000 de spectatori plătitori. Victoria cu 8-5 a echipei României în fața Danemarcei a generat un entuziasm deosebit, iar circa 600 de suporteri au mărșăluit până spre Podul Izvor, unde unii dintre ei au făcut baie în Dâmbovița.
În 1964, timp de aproape 6 luni, Constantin Popescu și antrenorul secund Vasile Gogâltan pregătesc o bază de selecție pentru echipa de senioare, în special prin cele două cantonamente desfășurate la Teiuș și București, la care au fost chemate 60 de jucătoare tinere.
În sezonul competițional intern 1964/65, Știința București, echipă antrenată în retur de Constantin Popescu, câștigă campionatul României.
În 1965 are loc Campionatul Mondial din RFG, unde echipa pregătită de Constantin Popescu și Francisc Spier se clasează pe locul șase. Este ultima competiție la care mai participă generația multiplu medaliată cu aur din care au făcut parte, printre altele, Constanța Dumitrescu, Edeltraut Franz-Sauer, Elena Hedeșiu, Aurora Leonte-Niculescu, Aurelia Sălăgean-Tudor sau Anna Stark-Stănișel.
În sezonul competițional intern 1966/67, Constantin Popescu ocupă locul trei în campionat cu Universitatea București (fostă Știința), iar în sezoanele 1967/68, 1968/69 și 1969/70 locul doi.
Constantin Popescu mai câștigă un titlu național în sezonul 1970/71, tot cu Universitatea București, iar în 1971/72 ocupă locul doi în campionatul intern și ajunge cu Universitatea până în semifinalele Cupei Campionilor Europeni. Urmează un loc trei în campionat, în sezonul 1972/73, și meciuri de pregătire cu echipa națională pentru Campionatul Mondial.
Campionatul Mondial din 1973, desfășurat între 8-15 decembrie, în Republica Socialistă Federativă Iugoslavia, a fost o nouă ocazie pentru antrenorul Constantin Popescu să conducă echipa națională a României până în finală. Aceasta s-a desfășurat în Sala Pionir din Belgrad, în fața a circa 8.000 de spectatori, dar România a fost învinsă de selecționata țării gazdă cu scorul de 16-11. Din echipa românească ce a devenit vicecampioană mondială au făcut parte jucătoare precum Simona Arghir-Sandu, Petruța Băicoianu-Cojocaru, Maria Bosi-Igorov, Doina Furcoi-Solomonov, Elisabeta Ionescu sau Christine Metzenrath-Petrovici.
În sezonul competițional intern 1974/75, Universitatea București, echipă antrenată de Constantin Popescu, se clasează pe locul al doilea.
La Campionatul Mondial din 1975, desfășurat între 3-13 decembrie, în URSS, echipa României, antrenată de Constantin Popescu și Dan Bălășescu, ocupă locul al patrulea, iar Doina Furcoi-Solomonov este nominalizată în echipa All-Star Team.
În urma unor analize din Colegiul Antrenorilor și Biroul Federal al FRH se hotărăște că acest loc al patrulea este unul bun și se decide în unanimitate ca naționala României să fie condusă în continuare de Constantin Popescu și Dan Bălășescu, obiectivul fiind obținerea unei medalii la Jocurile Olimpice de vară din 1976. Urmează mai multe jocuri de pregătire pentru Olimpiadă. Apoi, în luna iulie 1976, echipa României se deplasează în Canada, la turneul olimpic, unde se califică până în finala mică, dar este învinsă de Ungaria în lupta pentru medalia de bronz. România se clasează pe locul al patrulea, secundul Dan Bălășescu cere azil politic în Canada, iar Constantin Popescu, întors în țară, își dă demisia din funcția de selecționer al naționalei ca urmare a ratării obiectivului.

## Alte echipe de club
În 1976, după Olimpiadă, Constantin Popescu acceptă să antreneze Constructorul Baia Mare, echipă din Divizia B, și se mută la Baia Mare. În sezonul 1977/78 al Cupei României el reușește o mare performanță, calificându-se în finală cu echipa băimăreană. Constructorul este învins de Universitatea Timișoara, dar, la sfârșitul aceluiași an competițional, echipa a promovat în Divizia A. Antrenorul Constantin Popescu repetă performanța și în sezonul următor, Constructorul Baia Mare devenind vicecampioană națională de senioare.
Anul competițional 1979/80 este ultimul pentru Constantin Popescu la Baia Mare; el își conduce din nou echipa în finala Cupei României și o clasează pe locul 3 în campionatul național.
La începutul anilor '80, antrenorul Popescu preia din nou o echipă din Divizia B. Este vorba de Chimistul Râmnicu Vâlcea, echipă pe care, la sfârșitul sezonului 1981/82, o promovează în Divizia A. Doar un an mai târziu, sub îndrumarea lui Popescu, echipa vâlceană devine vicecampioană a României. În sezonul 1983/84, Chimistul termină campionatul pe locul 3, dar câștigă Cupa României, fiind singurul astfel de trofeu din palmaresul lui Constantin Popescu.
Peste doar două luni, Chimistul Râmnicu Vâlcea învinge formația germană VfL Oldenburg și câștigă Cupa IHF. Victoria a urmat unui parcurs de excepție, 6 victorii în 6 meciuri, iar returul finalei s-a jucat în Sala Sporturilor Traian, în fața a 3000 de suporteri, un număr mare pentru acea vreme.
După această performanță, Constantin Popescu își întrerupe pentru o lungă perioadă de timp cariera de antrenor, dedicându-se activităților din Federația Română de Handbal (FRH).

## Funcționar al Federației Române de Handbal
De-a lungul timpului, Constantin Popescu a ocupat diverse funcții importante în cadrul FRH, fiind pe rând membru, membru voluntar sau președinte al diverselor Comisii și Colegii ale Federației.
Între anii 1958-1976, respectiv 1994-1996, Popescu a fost președintele Colegiului Central al Antrenorilor. Între cele două perioade el a fost în mod constant membru al Colegiului.
În 1999, Constantin Popescu a început demersurile pentru crearea unei baze de date a FRH. În 2002, Federația a înființat Comisia de Istorie și Statistică, iar profesorul Popescu a fost numit președinte, funcție pe care o ocupă până în ziua de astăzi. Din această postură, el a depus un efort susținut de cercetare a tuturor ziarelor vremii, iar în 2009 a publicat sub egida FRH ampla enciclopedie intitulată „Istoria Handbalului”, care cuprinde toate momentele importante prin care a trecut acest sport de la pătrunderea sa în România și până în prezent. Enciclopedia, pe care Constantin Popescu intenționează să o actualizeze în 2013, este disponibilă pentru descărcare gratuită pe pagina oficială a FRH.
| Funcția         | Comisia FRH                      | Perioada  |
| --------------- | -------------------------------- | --------- |
| Președinte      | Comisia de Istorie și Statistică | 2002–2018 |
| Președinte      | Colegiul Central al Antrenorilor | 1958–1976 |
| Președinte      | Colegiul Central al Antrenorilor | 1994–1996 |
| Membru voluntar | Colegiul Central al Antrenorilor |           |
| Membru          | Comitetul Federal                |           |
| Membru          | Biroul Federal                   |           |

## Din nou antrenor
La jumătatea anilor '90, Constantin Popescu a revenit în postura de antrenor, de data aceasta secund. Alături de principalul Cornel Bădulescu, el a pregătit echipa României care s-a clasat pe locul cinci la Campionatul European din 1996. Peste patru ani, împreună cu antrenorul principal Dumitru Muși, el a fost antrenorul secund al echipei României care s-a clasat pe locul patru la Campionatul European din 2000.
La nivel de club, tot din postura de secund, Constantin Popescu a antrenat - între 1996–2003 - Rapid CFR București, club al cărui antrenor principal era Vasile Mărgulescu. În sezoanele 1998/99 și 1999/2000, Rapid termină Campionatul Național pe locul trei. În 2000, echipa Rapid a câștigat Cupa Orașelor, după ce a învins în finală formația daneză Randers HK. Rapid a încercat să repete performanța și în sezonul competițional 2001/02, dar este învinsă în semifinalele Cupei Orașelor tot de o echipă românească, Universitatea Remin Deva.
În sezonul 2002/03, Rapid București câștigă competiția internă, cucerind al șaselea titlu de campioană națională, după 36 de ani de la cel anterior, obținut în 1967 de antrenorul Francisc Spier.
În 2007, după o carieră îndelungată și încununată de trofee, profesorul emerit Constantin Popescu s-a retras definitiv din funcția de antrenor și s-a dedicat activității federale.

## Palmares
Echipa națională
- Campionatul Mondial (în 7 jucătoare):
  -  Medalie de aur: 1962
  -  Medalie de argint: 1973
- Campionatul Mondial (în 11 jucătoare):
  -  Medalie de aur: 1956, 1960

Club
- Cupa Campionilor Europeni:
  -  Câștigător: 1961
- Cupa IHF:
  -  Câștigător: 1984
- City Cup EHF:
  -  Câștigător: 2000
- Campionatul României:
  - Câștigător: 1957 (în 11 jucătoare), 1959, 1962 (în 11 jucătoare), 1965, 1971, 2003
- Cupa României:
  -  Câștigător: 1984

### Antrenor al echipei naționale a României
| An      | Poziție | Post               |
| ------- | ------- | ------------------ |
| CE 2000 | Locul 4 | Antrenor secund    |
| CE 1996 | Locul 5 | Antrenor secund    |
| JO 1976 | Locul 4 | Antrenor principal |
| CM 1975 | Locul 4 | Antrenor principal |
| CM 1973 | Argint  | Antrenor principal |
| CM 1965 | Locul 6 | Antrenor principal |
| CM 1962 | Aur     | Antrenor principal |
| CM 1960 | Aur     | Antrenor principal |
| CM 1956 | Aur     | Antrenor principal |

## Distincții
În 1960, lui Constantin Popescu i s-a conferit titlul de „Maestru Emerit al Sportului” pentru medaliile de aur de obținute la Campionatele Mondiale în 11 jucătoare din 1956 și 1960.
În  anul 2000, Constantin Popescu a primit Crucea națională Serviciul Credincios Clasa a II-a, conferită de președintele Emil Constantinescu prin Decretul nr. 563 din 1 decembrie 2000 „pentru obținerea unor rezultate sportive deosebite”.
În Adunarea Generală a Federației Române de Handbal din 12 octombrie 2007 s-a decis instituirea unor distincții de excepție pentru antrenori, superioare celor deja existente. Astfel, alături de alți șapte antrenori români, Constantin Popescu Pilică a fost declarat „Antrenor Internațional de Excelență”.
Într-o ceremonie desfășurată pe 11 iunie 2009, Constantin Popescu Pilică a fost decorat de președintele Traian Băsescu cu Ordinul „Meritul Sportiv" Clasa I „în semn de înaltă apreciere a contribuției avute în planul pregătirii mai multor generații de campioni [...]”.